# SAWSDL
Semantic Anotations for WSDL and XML Schema es una recomendación del W3C y gracias a él, se pueden añadir anotaciones semánticas con términos de una ontología a los componentes del Lenguaje de Descripción de Servicios Web (WSDL)  para permitir la clasificación, descubrimiento, concordancia, composición e invocación de servicios Web. 
SAWSDL proporciona mecanismos por los cuales los conceptos de los modelos semánticos definidos tanto dentro como fuera del documento WSDL se puede hacer referencia dentro de los componentes de WSDL como anotaciones. Esta semántica cuando se expresa en lenguajes formales pueden ayudar a eliminar la ambigüedad de la descripción de los servicios de Internet durante el descubrimiento automático y la composición de los servicios Web.
Los principios de diseño clave para SAWSDL son:
•La especificación permite anotaciones semánticas para los servicios Web utilizando y aprovechando el marco de extensibilidad de WSDL existente.
•Es indiferente a lenguajes de representación semántica.
•Permite anotaciones semánticas para los servicios Web, no solo por el descubrimiento de servicios Web, sino también para invocarlos.
Con base en estos principios de diseño, SAWSDL introduce tres nuevos atributos para extender WSDL y así permitir las anotaciones semánticas:
modelReference para especificar la asociación entre un componente WSDL y un concepto en algún modelo semántico.
liftingSchemaMapping y loweringSchemaMapping que se agregan a las declaraciones de elementos de esquema XML y las definiciones de tipo para especificar las asignaciones entre los datos semánticos y XML.